# Eriocaulon nigrum
Eriocaulon nigrum là một loài thực vật có hoa trong họ Eriocaulaceae. Loài này được Lecomte mô tả khoa học đầu tiên năm 1908.